# Le Derby d'Epsom
Cet article concerne une toile de Théodore Géricault. Pour la course de chevaux, voir Derby d'Epsom.
Course de chevaux, dit traditionnellement Le Derby de 1821 à Epsom ou simplement Le Derby d'Epsom, est un tableau de Théodore Géricault.

## Contexte
Passionné par les chevaux, Géricault réalisa de nombreux tableaux les représentant. Travaillant un temps aux écuries impériales il eut ainsi l'occasion de les étudier en détail et nous laissa de très nombreux « portraits » de chevaux.
Cette œuvre ne s'apparente toutefois pas à ces séries de portraits mais illustre un thème mettant en scène des chevaux, comme l'artiste l'a fait a de nombreuses reprises, tels Officier de chasseurs à cheval de la garde impériale chargeant de 1812 ou La Course de chevaux libres à Rome de 1819.

## Situation de l'œuvre dans la carrière de l'artiste
En voyage à Londres de 1820, Géricault va intégrer des influences locales à son œuvre : représentation pittoresque d'un événement de la vie quotidienne, influence des paysages de Constable et goût pour les peintures sur le sport, autant d'éléments qui se diffuseront en France dans les années suivantes,.
D'autre part, cette œuvre constitue un rare - et donc précieux - exemple de peinture daté de son voyage en Angleterre, Géricault préférant y travailler la lithographie. Il peignit cette toile pour le marchand de chevaux anglais Adam Elmore. Le tableau fut acquis par le Musée du Louvre en 1866.

## Description
Cette œuvre retient l'attention par le contraste qui réside dans la grande minutie du tableau et l'aspect complètement irréaliste du mouvement des chevaux. Ceux-ci semblent en effet flotter dans les airs, comme s'il s'agissait d'une danse où tous les chevaux seraient représentés pendant le temps de suspension de leur galop. Ce tableau illustre donc parfaitement les recherches de Géricault, et plus généralement du XIXe siècle, sur le mouvement et sa représentation.
La découverte « scientifique » et vériste de la décomposition du mouvement n'interviendra que plus tard, à la fin des années 1870, avec la chronophotographie de Marey et Muybridge. Nous savons dorénavant que les chevaux n'ont jamais les quatre jambes tendues simultanément, en dehors d'un saut.